# إيفون دوساب
إيفون دوساب (بالإنجليزية: Yvonne Dausab) محامية وسياسية ناميبية تشغل منصب وزيرة العدل في دولة ناميبيا منذ مارس 2020.